# Registre d'Adresse Mémoire
Ne doit pas être confondu avec la Mémoire vive, communément abrégé RAM.
 (juillet 2014).
Si vous disposez d'ouvrages ou d'articles de référence ou si vous connaissez des sites web de qualité traitant du thème abordé ici, merci de compléter l'article en donnant les références utiles à sa vérifiabilité et en les liant à la section « Notes et références ».

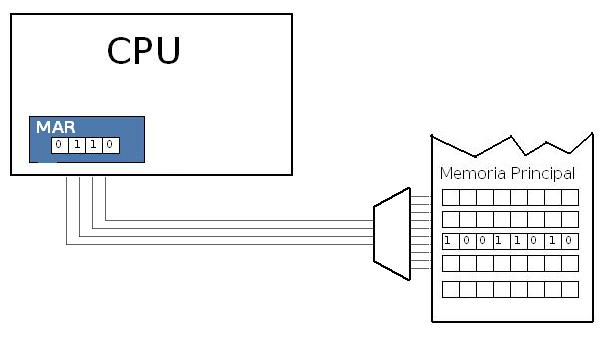
Représentation du registre d'adresse mémoire (MAR dans le schéma pour Memory Address Register) dans le processeur (CPU pour Central Processing Unit)

Dans un ordinateur, le Registre d'Adresse Mémoire (RAM) (Speicheradressregister en allemand ou Memory Address Register en anglais) est un registre qui contient l'adresse mémoire depuis laquelle ou vers laquelle une donnée est lue ou écrite par le processeur.
En d'autres mots, RAM contient la position en mémoire de la donnée qui doit être accédée. En lecture, la donnée adressée par RAM est chargée dans le RTM (Registre Tampon Mémoire) afin d'être utilisée par le processeur. En écriture, le processeur verse en mémoire à l'adresse contenue dans le registre RAM le contenu du registre RTM.
Le Registre d'Adresse Mémoire (RAM) est l'un des deux composants d'une interface mémoire, l'autre étant le Registre de Tampon Mémoire (RTM). C'est l'interface mémoire le plus simple, il en existe de plus complexes.